# László Dániel
László Dániel (Budapest, 1976. március 12. – ) magyar festőművész

## Élete
1994-ig szüleivel élt Pomázon.
A budapesti Képző- és Iparművészeti Szakközépiskola tanulója volt 1990-től, majd 1994-ben festő szakon tette le érettségi vizsgáját. 2001-ben festő diplomát szerzett a Magyar Képzőművészeti Egyetem tanulójaként, majd 2009-ben díszdiplomát.
1999-ben tagságot nyert a Fiatal Művészek Stúdiójába, 2001-ben a Magyar Alkotóművészek Országos Egyesületébe, majd 2018-ban a Magyar Képzőművészek és Iparművészek Szövetségébe.
2007 és 2009 között a Szolnoki Művésztelep lakója, az egyesület tagja.
2003-tól a SENSARIA Képzőművészeti Egyesület elnöke, 2012-től a Bartók 1 Galéria vezérigazgatója.
1997-től számos önálló, és 1999-től válogatott csoportos kiállításon szerepelt.
Művei közgyűjteményekben is megtalálhatóak.

## Díjai
- 2000: Gruber Béla díj

Székely Bertalan ösztöndíj
Colas Foundation díj
Barcsay díj
- 2001: Corvina Alapítvány díja

Sara Lee képzőművészeti pályázat III. díj
- 2002: Római ösztöndíj

Barcsay díj (Senior)
Katona Kiss Ferenc plakett, Szentes
- 2003: Budapest Galéria Csereprogramja a Gyergyószárhegyi Alkotóházban
- 2004: Endre Béla díj, Hódmezővásárhelyi Őszi Tárlat

18. Miskolci Téli Tárlat, Mobilitás díj
- 2006: Káplár Miklós díj, Hajdúböszörmény

MAOE alkotói ösztöndíj
Rembrandt festészeti pályázat III. díja
- 2006-2008: Derkovits ösztöndíj
- 2008: Kogart Utazás ösztöndíj
- 2009: Gallyas Miklós díj, Hódmezővásárhelyi Őszi Tárlat

Díszdiploma, 17. Arcok és sorsok biennálé, Hatvan
Újbuda mecénás alkotói ösztöndíj
- 2010: Makó Város Önkormányzatának díja, Makói művésztelep

Vásárhelyi őszi tárlat, Hód-Agro Zrt díja
- 2011: Csongrád-Csanád Megyei Önkormányzat díja, Makói művésztelep

Változatos Megyéik pályázat, III. díj
Budapest pályázat, Pintér Sonja galéria díja
- 2012: Tornyai plakett, Hódmezővásárhely
- 2013: Reök díj, XXXVII. Szegedi Nyári Tárlat, Szeged

Újbuda mecénás alkotói ösztöndíj